# Ida Noddack
Ida Eva Noddack z d. Tacke (ur. 25 lutego 1896 w Wesel, zm. 24 września 1978 w Bad Neuenahr) – niemiecka chemiczka; wraz z Walterem Noddackiem i Otto Bergiem odkryła w 1925 roku pierwiastek o liczbie atomowej 75, który naukowcy następnie wyizolowali w 1928 roku. Pierwiastek ten został nazwany rhenium co oznacza „Ren”. Jej mężem był Walter Noddack.

## Życiorys
Obecnie Tacke, wraz z Noddackiem i Bergiem, jest powszechnie uznawana za odkrywczynię pierwiastka o licznie atomowej 75 (renu), choć w 1908 roku pierwiastek ten został opisany przez japońskiego chemika Masatakę Ogawę, który przypisał mu jednak błędnie liczbę atomową 43, przez co jego odkrycie nie zostało uznane. Ogawa nazwał odkryty pierwiastek „nipponium (Np)”
Jej interpretacja eksperymentu Fermiego nawiązywała do zjawiska fuzji nuklearnej, jednak została zignorowana.
W roku 1925, bombardując minerał kolumbit ([(Fe, Mn)(Nb, Ta)2O6]) elektronami, Tacke, Noddack i Berg wykryli, dzięki dyfrakcji promieniowania rentgenowskiego, obecność pierwiastka o liczbie atomowej 43, który uczeni nazwali masurium (od nazwy regionu Mazury, wówczas w Prusach Wschodnich). Eksperyment budził wątpliwości, z powodu niejednoznaczności uzyskanych widm. Uczeni podjęli próbę wyizolowania nowego pierwiastka – zakończyła się ona niepowodzeniem Ostatecznie pierwiastek o liczbie atomowej 43 został otrzymany w 1937 roku przez Emilia Gina Segrègo i Carla Perriera. Został on nazwany technetium (początkowo uznano, że można go otrzymać jedynie sztucznie, jednak w 1961 roku technet wykryto w przyrodzie).